# Kolbung
Kolbung (Nepali कोल्बुङ) ist ein Dorf und ein Village Development Committee (VDC) im Distrikt Ilam der Verwaltungszone Mechi in Ost-Nepal.
Kolbung liegt in den südlichen Ausläufern des Himalaya im Südosten des Ilam-Distrikts. Entlang der westlichen Gebietsgrenze verläuft der Oberlauf des Biring Khola. Die Fernstraße Mechi Rajmarg verläuft in Nord-Süd-Richtung durch den VDC.

## Einwohner
Das VDC Kolbung hatte bei der Volkszählung 2011 4925 Einwohner (davon 2423 männlich) in 1134 Haushalten.

## Dörfer und Weiler
Kolbung besteht aus mehreren Dörfern und Weilern. 
Die wichtigsten sind:
- Kolbung (1400 m ⊙)
- Marse (1450 m ⊙)
- Ojheli (950 m ⊙)
- Yangre (970 m ⊙)